# Gertie Brown

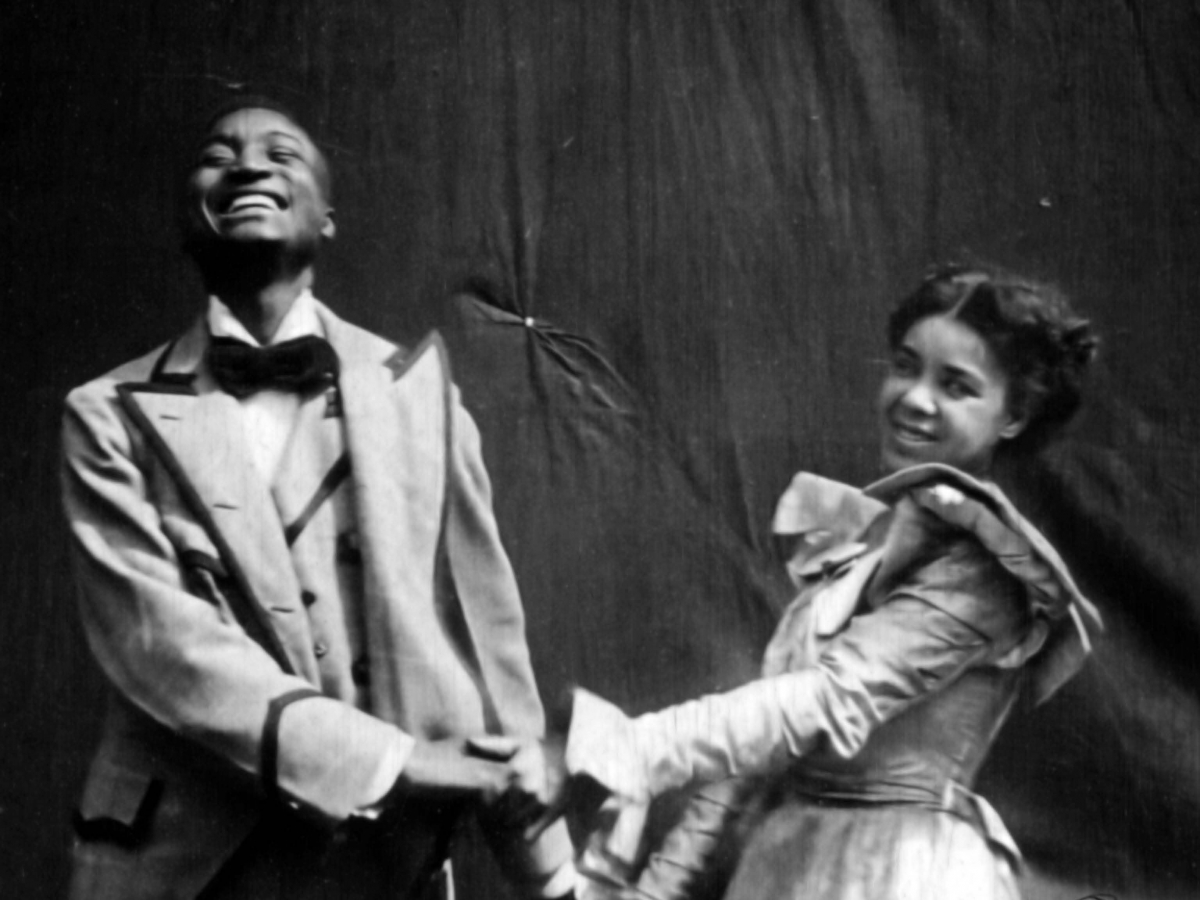
Saint Suttle und Gertie Brown im Film Something Good – Negro Kiss (1898)

Gertie Brown (* 23. August 1878 in Washington, Guernsey County, Ohio, als Gilberta Gertrude Chevalier; † 24. Februar 1934 in New York City) war eine US-amerikanische Schauspielerin, die für ihre Rolle in dem Kurzfilm Something Good – Negro Kiss aus dem Jahr 1898 bekannt ist. Sie war eine der ersten afroamerikanischen Darstellerinnen im Filmgeschäft.

## Leben
Gertie Brown begann im Alter von neun Jahren ihre Bühnenkarriere. In den 1890er Jahren trat sie zusammen mit dem bekannten Komponisten und Entertainer Saint Suttle (1870–1932) in Vaudeville- und Minstrel Shows der Region Chicago und landesweit auf. Suttle und Brown traten zusammen mit John und Maud Brewster als Gruppe namens The Rag Time Four auf, die für die Popularisierung einer Variation des Cakewalk-Tanzes verantwortlich war. 1899 waren Suttle und Brown im Vaudeville als Two Real Ragtime Coons unter Vertrag. Von ungefähr 1906 bis 1915 gehörte Gertie Brown zur Stammbesetzung des Chicagoer Pekin Theatre. Ihre Auftritte beinhaltete beispielsweise eine Rolle als Indianerin in Coffey and Girls of All Nations aus dem Jahr 1915.
Im September 1915 heiratete Brown den Schauspieler und Komiker Tim Moore, der ihr zu einer neuen Karriere verhalf, die sie quer durch die USA und ins Ausland führte. Als Tim & Gertie Moore tourte das Paar mit Vaudeville-Theatern durch die Vereinigten Staaten, Neuseeland, das damalige Hawaii-Territorium, und Australien und erhielt Anerkennung als „außergewöhnlich kluges Paar“. Von 1920 bis 1924 tourten sie mit den Vaudeville-Theatern von Sherman H. Dudley und der Theater Owners Booking Association unter dem Namen The Chicago Follies auf. 1923 spielten sie zusammen in dem verschollenen Stummfilm His Great Chance.
Mit Tim Moore an ihrer Seite spielte Gertie Moore 1925 am Broadway in dem Musical Lucky Sambo. Von 1925 bis 1927 traten sie mit dem Columbia Burlesque Wheel in Edward E. Dalys erfolgreicher Show Rarin’ to Go auf. 1927 war sie mit ihm in The Southland Revue und 1928 in seiner Show Bronze Buddies zu sehen. Nachdem ihr Ehemann als Komiker für Lew Leslies Blackbirds of 1928 engagiert worden war, trat Brown nur noch gelegentlich auf der Bühne auf. Sie widmete einen Großteil ihrer Zeit ihrem Zuhause und half bei der Organisation von Wohltätigkeitshilfen für Theaterleute, die in den ersten Jahren der Weltwirtschaftskrise ihre Arbeit verloren hatten, einschließlich der Einrichtung eines Heims für mittellose Schauspieler.
Gertie Brown starb 1934 an einer doppelten Lungenentzündung im Harlem Hospital in New York City.